# Louisa County, Iowa
Louisa County är ett administrativt område i delstaten Iowa, USA, med 11 387 invånare (2000). Den administrativa huvudorten (county seat) är Wapello.

## Geografi
Enligt United States Census Bureau har countyt en total area på 1 082 km². 1 041 km² av den arean är land och 41 km² är vatten.

### Angränsande countyn
- Johnson County - nordväst
- Muscatine County - nord
- Rock Island County, Illinois - nordost
- Mercer County, Illinois - öst
- Des Moines County - syd
- Henry County - sydväst
- Washington County - väst

### Större städer och samhällen
| - Columbus City - Columbus Junction - Cotter | - Fredonia - Grandview - Letts | - Morning Sun - Oakville - Wapello |